# Miokimie
Miokimie to ruchy mimowolne mające postać powolnych fali skurczu mięśniowego widocznych pod skórą, angażujących pojedyncze włókna lub grupy mięśni. Nie powodują efektu ruchowego.
Zwykle dotyczą okolicy głowy i szyi. Zwykle są to łagodne, przemijające objawy ale mogą pojawiać się u pacjentów ze stwardnieniem rozsianym lub uszkodzeniem pnia mózgu.